# Boson de Talleyrand-Périgord
Pour les articles homonymes, voir Boson (homonymie).
Charles Guillaume Frédéric Boson (Ier) de Talleyrand-Périgord, prince de Sagan (1845), duc de Sagan et de Talleyrand (1898), né à Auteuil (Seine) le 7 mai 1832 et mort à Paris 7e le 21 février 1910, est un officier de cavalerie et dandy français.

## Biographie

### Vie privée
Fils de Napoléon-Louis de Talleyrand-Périgord et d'Anne Louise Charlotte de Montmorency, et petit-fils de la duchesse de Sagan, Dorothée de Courlande, et d'Edmond de Talleyrand-Périgord. 

### Vie publique
Officier de cavalerie, il fut l'une des figures marquantes de la haute société de la seconde moitié du XIXe siècle.
Son petit-cousin Boni de Castellane a laissé de lui ce portrait :

« Cabotin, brave, aimable, haut mais sans élévation, il était d'une suprême élégance, avait l'air d'un grand seigneur, mais avec quelque chose de l'acteur Gil-Pérès. Assez diplomate, très ignorant, sans goût pour les choses de valeur, il était rempli d'un « chic » qui s'attestait dans toute son allure, ses gestes, sa mise, le cordon noir de son lorgnon. Il excellait dans l'art de rendre hommage aux femmes pour lesquelles il se montrait attentionné, chat, sans foi ni loi. Il régnait à Paris sur une foule de personnages du grand monde, aussi bien que sur des gens plus douteux. Prince en même temps que prince de la mode, il tenait du pair de France et du compère de revue. »

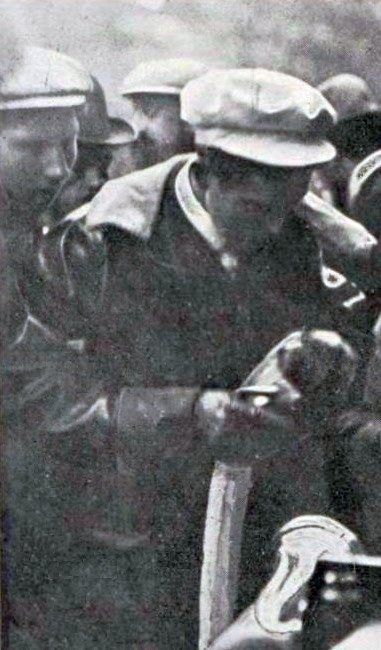
Son fils le comte Boson de Périgord, ici réparant un pneumatique lors de Paris-Berlin 1901.

Le prince de Sagan inspire Marcel Proust dans À la recherche du temps perdu pour dépeindre la vieillesse du duc de Guermantes et surtout du baron de Charlus. Le vieux prince était fort élégant, mais dénué d'intelligence. Le personnage inspire à son tour Françoise Sagan pour le choix de son nom de plume.
Il vivait séparé de son épouse, riche héritière de la famille Seillière et apparentée à Mme Aubernon, et passait ses soirées à Paris au foyer de la Comédie-Française, une rose à la boutonnière avec ses vieux amis le général de Gallifet, Charles Haas ou le comte Louis de Turenne. Il avait une garçonnière au-dessus du Cercle de la rue Royale et son prénom archaïque inspira à Proust celui du duc de Guermantes, Basin. 
Il affichait un culte platonique pour la belle comtesse Greffulhe, mais ses lettres, respectueuses en apparence, recélaient entre les lignes des propos beaucoup moins convenables, tracés à l’encre sympathique.
Le prince de Sagan eut une attaque en 1897 qui le laissa à demi-paralysé et il se faisait pousser sur une chaise roulante (comme Charlus).

## Mariage et descendance
En 1858, Boson de Périgord épousa Jeanne Seillière (1839-1905) ; de leur union sont issus deux fils :
- Marie Pierre Louis Hélie (1859-1937), duc de Talleyrand, prince puis duc de Sagan, duc de Dino, qui épousera civilement la richissime Anna Gould, divorcée de son cousin Boni de Castellane : Parents de Howard, et de Violette de Talleyrand-Périgord (1915-2003), mariée au comte James de Pourtalès puis à Gaston Palewski ;
- Paul Louis Marie Archambaut Boson (II) (1867-1952), comte de Périgord, duc de Talleyrand, prince puis duc de Sagan, duc de Dino, dit « le duc de Valençay », qui hérita du château de Valençay et qui, favorisé par sa mère, put, après des ventes successorales de 1898 et 1901, racheter ce domaine, ses terres et une partie de son mobilier ; coureur automobile ayant participé au Paris-Amsterdam-Paris (1898, sous le pseudonyme Adam) et au Paris-Berlin (1901) ; créateur de la Coupe de Périgord remportée par Léonce Girardot (26 janvier 1899).

## Notes et références

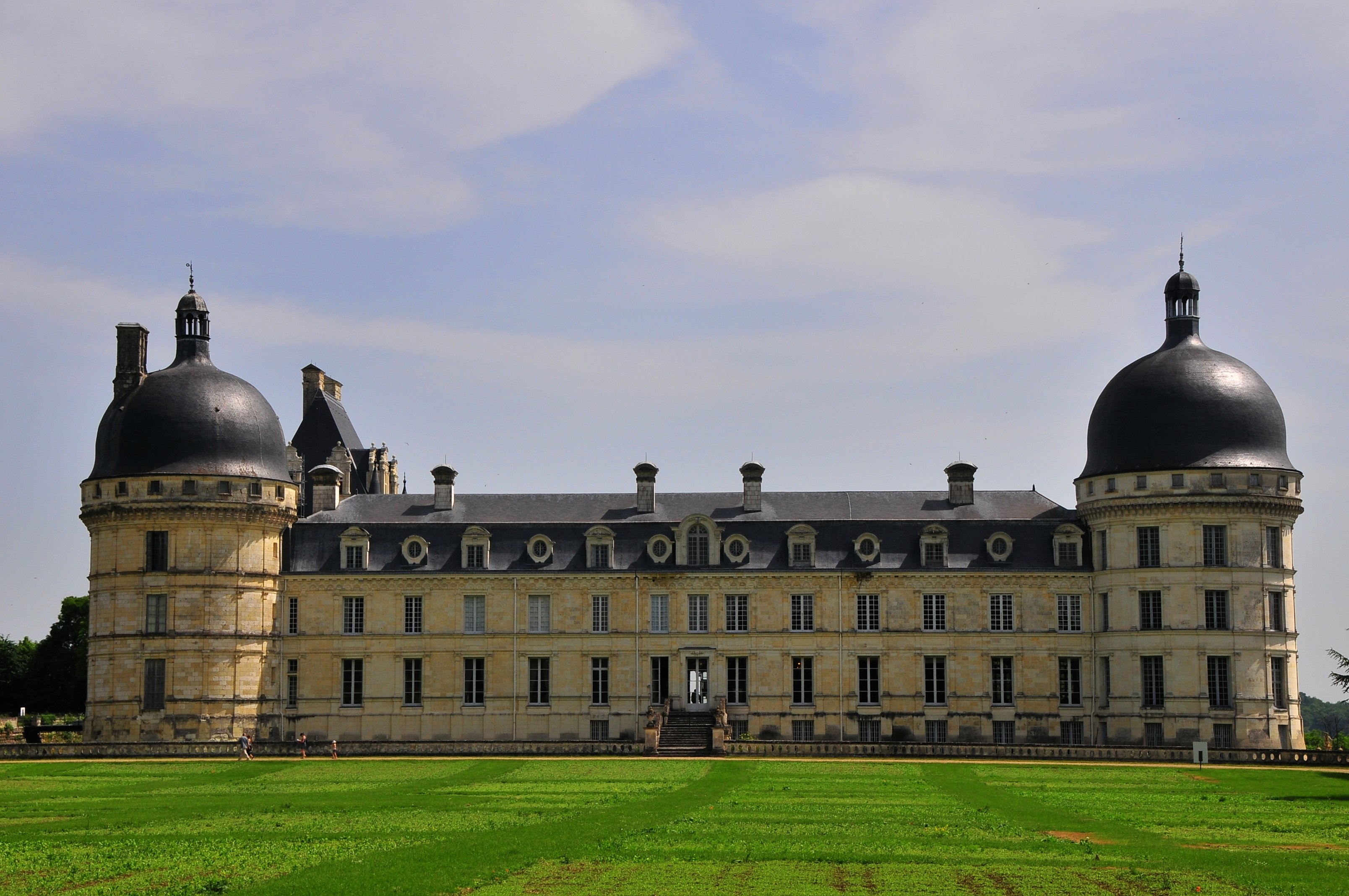
Façade est du château de Valençay, propriété du duc de Talleyrand, prince de Sagan, où il organisait des chasses à courre